# Campeonato de España de Ciclismo en Ruta 2000
El XIC Campeonato de España de Ciclismo en Ruta  se celebró el 25 de junio de 2000 en Murcia sobre 226 km. Finalizaron la prueba 88 ciclistas.
Se corrió sobre un circuito de 25,3 km al que debían dar nueve vueltas. 
A 12 km para meta Álvaro González de Galdeano se fugó del grupo y consiguió llegar en solitario a meta con un margen de escasos segundos.
En el sprint del pelotón se impuso el también Vitalicio Francisco Javier Cerezo, seguido de Ángel Edo, que evitó así el triplete del conjunto dirigido por Javier Mínguez, ya que Miguel Ángel Martín Perdiguero fue cuarto.
De esta manera se completó la historia del Vitalicio Seguros en el Campeonato de España de Ruta, ya que en sus tres años de existencia en el pelotón se llevó los tres campeonatos disputados.

## Clasificación
| \| 1 \| \| Álvaro González de Galdeano \| Vitalicio Seguros \| 5h 09' 27" \| \| 2 \| \| Francisco Javier Cerezo \| Vitalicio Seguros \| a 9" \| \| 3 \| \| Ángel Edo \| Maia MSS \| m.t. \| \| 4 \| \| Miguel Ángel Martín Perdiguero \| Vitalicio Seguros \| m.t. \| \| 5 \| \| Samuel Sánchez \| Euskaltel-Euskadi \| m.t. \| \| 6 \| \| Victoriano Fernández \| Boavista \| m.t. \| \| 7 \| \| Nacor Burgos \| Relax-Fuenlabrada \| m.t. \| \| 8 \| \| Melcior Mauri \| Benfica \| m.t. \| \| 9 \| \| Igor Astarloa \| Mercatone Uno \| m.t. \| \| 10 \| \| José Luis Arrieta \| Banesto \| m.t. \| |  |                                |                   |            |
| 1 |  | Álvaro González de Galdeano    | Vitalicio Seguros | 5h 09' 27" |
| 2 |  | Francisco Javier Cerezo        | Vitalicio Seguros | a 9"       |
| 3 |  | Ángel Edo                      | Maia MSS          | m.t.       |
| 4 |  | Miguel Ángel Martín Perdiguero | Vitalicio Seguros | m.t.       |
| 5 |  | Samuel Sánchez                 | Euskaltel-Euskadi | m.t.       |
| 6 |  | Victoriano Fernández           | Boavista          | m.t.       |
| 7 |  | Nacor Burgos                   | Relax-Fuenlabrada | m.t.       |
| 8 |  | Melcior Mauri                  | Benfica           | m.t.       |
| 9 |  | Igor Astarloa                  | Mercatone Uno     | m.t.       |
| 10 |  | José Luis Arrieta              | Banesto           | m.t.       |